# ハジロシャクケイ
ハジロシャクケイ（羽白舎久鶏、Penelope albipennis）は、キジ目ホウカンチョウ科シャクケイ属に分類される鳥類。

## 分布
ペルー北西部固有種

## 形態
全長70cm。翼長32.5-33.6cm。全身は緑褐色の羽毛で被われる。頭頂には羽毛が伸長（冠羽）する。風切羽の色彩は白く和名や英名（white-winged=白い翼の）の由来になっている。風切羽先端や基部は褐色。
顔や喉には羽毛が無く、顔は青紫色、喉は赤やオレンジ色の皮膚が露出する。嘴の色彩は黒い。

## 生態
標高300-900mの峡谷や斜面にある森林に生息する。ペアや10羽以下の小規模な家族群を形成し生活する。
食性は植物食傾向の強い雑食で、植物の葉、花、果実、昆虫などを食べる。
繁殖形態は卵生。木の枝や葉を組み合わせた巣が発見された例がある。

## 人間との関係
開発による生息地の破壊、狩猟などにより生息数は激減している。1876年に発見後、1977年まで発見例がなかったため絶滅したと考えられていた。その後に複数の地域で発見例があるものの多くの地域でペアはいないと考えられている。分布域の一部を保護区に指定したり、飼育下の個体を繁殖させ再導入する試みが進められている。再発見時における生息数は少なくとも54-68羽、多くても数百羽、1980年代後半における生息数は200羽未満と推定されている。